# Max-Brauer-Preis
Der Max-Brauer-Preis wird von der Alfred Toepfer Stiftung F. V. S. seit 1993 jährlich vergeben. Personen, Einrichtungen oder Vereine, die sich in Hamburg um das kulturelle, wissenschaftliche oder gesellschaftliche Leben verdient gemacht haben, erhalten den mit 20.000 Euro dotierten Preis (Stand 2020). Im Jahr 2020 ging der Preis ausnahmsweise nach (Nord-)Italien, um angesichts der COVID-19-Pandemie ein Zeichen europäischer Solidarität zu setzen.
In Zusammenhang mit dem Max-Brauer-Preis verleiht die Alfred Toepfer Stiftung F.V.S. jährlich drei Stipendien für Europäisches Schulwandern. Die mit 4000 Euro dotierten Stipendien werden an Hamburger Schulklassen vergeben, die über Deutschlands Grenzen hinaus wandern möchten.
Dieser Preis ist nicht identisch mit dem Förderpreis der Bürgermeister-Dr.-h.c.-Max-Brauer-Stiftung für Begabtenförderung, der seit 1961 alle zwei Jahre für Examensarbeiten zum Themenkomplex öffentlicher Personennahverkehr von der Hamburger Hochbahn vergeben wird.

## Preisträger des Max-Brauer-Preises
- 1993: Horst Dietrich, Gründer des Hamburger Kulturzentrums FABRIK
- 1994: Gerda Gmelin, Direktorin des Theater im Zimmer
- 1995: Ursula Büttner, Historikerin
- 1996: Hermann Hipp, Kunsthistoriker an der Universität Hamburg
- 1997: Annemarie Dose, Gründerin der Hamburger Tafel e.V.
- 1998: Eberhard Möbius, Theaterdirektor und Kabarettist
- 1999: Katholische Akademie Hamburg und evangelische Akademie Hamburg (Preis zu gleichen Teilen an beide)
- 2000: Jürgen Flimm, Regisseur
- 2001: Claus Bantzer, Musiker und Komponist
- 2002: Hamburger Obdachlosen- und Straßenmagazin Hinz&Kunzt
- 2003: Freie Akademie der Künste in Hamburg, gemeinnützige Künstlervereinigung
- 2004: Hamburger Bürger, die eine Patenschaft für Stolpersteine des Künstlers Gunter Demnig übernommen haben
- 2005: Ingo Metzmacher, Operndirigent
- 2006: Hamburger Verein Dunkelziffer – Hilfe für sexuell missbrauchte Kinder
- 2007: Schule Chemnitzstraße und Stadtteil- und Kulturzentrum Motte e. V.
- 2008: Eckart Krause und Rainer Nicolaysen, Aufbereitung der Geschichte der Universität Hamburg im Dritten Reich
- 2009: Mentor – Die Leselernhelfer Hamburg e. V. und Das Klingende Museum Hamburg, Kinder- und Jugendbildung
- 2010: Corny Littmann, Gründer Schmidt Theater und Schmidts Tivoli
- 2011: Joachim Lux, Intendant des Thalia Theaters Hamburg; Bürgerplattform ImPuls-Mitte
- 2012: Ingeborg und Joist Grolle für die Initiative Dialog in Deutsch
- 2013: KAROLA-Internationaler Treffpunkt für Frauen und Mädchen e.V. und Geschichtswerkstätten Hamburg e.V.
- 2014: Performance-Projekt Ensemble Hajusom aus Hamburg[1]
- 2015: Theater am Strom, mobiles Kinder- und Jugendtheater[2]
- 2016: Mitternachtsbus
- 2017: Kulturzentrum LOLA in Lohbrügge und Kulturpalast Hamburg in Billstedt
- 2018: Lesbisch Schwule Filmtage Hamburg
- 2019: Ensemble Reflektor
- 2020: Compagnia dell’Argine (freie Theaterkompanie) und ihr Teatro ITC in San Lazzaro (Emilia-Romagna), Norditalien
- 2021: nicht verliehen
- 2022: Augen Blicke Afrika e.V.
- 2023: Die Zinnwerke e.V.
- 2024: Denkmalverein Hamburg

## Belege
1. ↑  Max-Brauer-Preis für Ensemble Hajusom, Nachtkritik.de vom 14. August 2014, abgerufen am 24. August 2014.
2. ↑  Max-Brauer-Preis für "Theater am Strom" (Memento vom 18. September 2015 im Internet Archive), NDR.de vom 16. September 2015, abgerufen am 8. Februar 2016.